# Jenna O'Hea
Jenna O'Hea (Melbourne, 6 giugno 1987) è una cestista australiana, professionista nella WNBA.

## Carriera
Con l'Australia ha disputato due edizioni dei Giochi olimpici (Londra 2012, Tokyo 2020), due dei Campionati mondiali (2010, 2018) e i Campionati asiatici del 2019.